# Aquilegia marcelliana
Aquilegia marcelliana är en ranunkelväxtart som beskrevs av E.Nardi. Aquilegia marcelliana ingår i släktet aklejor, och familjen ranunkelväxter. Inga underarter finns listade i Catalogue of Life.